# Puchar Konfederacji w piłce nożnej 1992
Turniej odbył się 15 października – 20 października 1992 pod nazwą The King Fahd Cup. Wzięły w nim udział cztery drużyny: Argentyny, USA, Wybrzeża Kości Słoniowej i gospodarzy Arabii Saudyjskiej.
Rozegrano 4 mecze – dwa półfinałowe oraz finał i mecz o 3 miejsce. Wszystkie mecze odbyły się w Rijadzie, na stadionie Króla Fahda.

## Uczestnicy
- Arabia Saudyjska – gospodarz
- Argentyna
- Stany Zjednoczone
- Wybrzeże Kości Słoniowej

## Drabinka
|  |                                       |                          |                  |                                       |   |           |           |       |
|  | Półfinały                             | Półfinały                | Półfinały        |                                       |   | Finał     | Finał     | Finał |
|  | Półfinały                             | Półfinały                | Półfinały        |                                       |   | Finał     | Finał     | Finał |
|  | 15.10.92 – Stadion Króla Fahda, Rijad |                          |                  |                                       |   |           |           |       |
|  |                                       |                          |                  |                                       |   |           |           |       |
|  | Argentyna                             | Argentyna                | 4                |                                       |   |           |           |       |
|  | Argentyna                             | Argentyna                | 4                | 19.10.92 – Stadion Króla Fahda, Rijad |   |           |           |       |
|  | Wybrzeże Kości Słoniowej              | Wybrzeże Kości Słoniowej | 0                |                                       |   |           |           |       |
|  | Wybrzeże Kości Słoniowej              | Wybrzeże Kości Słoniowej | 0                |                                       |   | Argentyna | Argentyna | 3     |
|  | 16.10.92 – Stadion Króla Fahda, Rijad |                          |                  |                                       |   | Argentyna | Argentyna | 3     |
|  |                                       |                          | Arabia Saudyjska | Arabia Saudyjska                      | 1 |           |           |       |
|  | Stany Zjednoczone                     | Stany Zjednoczone        | Arabia Saudyjska | Arabia Saudyjska                      | 1 | 0         |           |       |
|  | Stany Zjednoczone                     | Stany Zjednoczone        |                  |                                       |   |           |           |       |
|  | Arabia Saudyjska                      | Arabia Saudyjska         | 3                |                                       |   |           |           |       |
|  | Arabia Saudyjska                      | Arabia Saudyjska         | 3                | Mecz o 3. miejsce                     |   |           |           |       |
|  |                                       |                          |                  |                                       |   |           |           |       |
|  | 20.10.92 – Stadion Króla Fahda, Rijad |                          |                  |                                       |   |           |           |       |
|  |                                       |                          |                  |                                       |   |           |           |       |
|  | Stany Zjednoczone                     | Stany Zjednoczone        | 5                |                                       |   |           |           |       |
|  | Stany Zjednoczone                     | Stany Zjednoczone        | 5                |                                       |   |           |           |       |
|  | Wybrzeże Kości Słoniowej              | Wybrzeże Kości Słoniowej | 2                |                                       |   |           |           |       |
|  | Wybrzeże Kości Słoniowej              | Wybrzeże Kości Słoniowej | 2                |                                       |   |           |           |       |

## Półfinały
| 15 października 1992 | Stany Zjednoczone | 0:30:0 | Arabia Saudyjska · 48' Al-Bishi · 74' ath-Thunajan · 81' Al-Muwallid | Stadion Króla Fahda, Rijad Widzów: 70 000 |
|                      |                   |        |                                                                      |                                           |

| 16 października 1992 | Argentyna · Batistuta 2', 10' · Altamirano 67' · Acosta 81' | 4:02:0 | Wybrzeże Kości Słoniowej | Stadion Króla Fahda, Rijad Widzów: 15 000 |
|                      |                                                             |        |                          |                                           |

## Mecz o 3. miejsce
| 19 października 1992 | Stany Zjednoczone · Balboa 12' · Jones 31' · Wynalda 56' · Murray 67', 83' | 5:22:1 | Wybrzeże Kości Słoniowej · 16' Traoré · 76' Sié | Stadion Króla Fahda, Rijad Widzów: 9 500 |
|                      |                                                                            |        |                                                 |                                          |

## Finał
| 20 października 1992 | Argentyna · Rodriguez 18' · Caniggia 24' · Simeone 64' | 3:12:0 | Arabia Saudyjska · 65' Owairan | Stadion Króla Fahda, Rijad Widzów: 75 000 |
|                      |                                                        |        |                                |                                           |

 

ZDOBYWCA PUCHARU KONFEDERACJI 1992

ARGENTYNA
 PIERWSZY TYTUŁ

## Strzelcy
2 gole
- Gabriel Batistuta
- Bruce Murray

1 gol
- Fahad Al-Bishi
- Khalid Al-Muwallid
- Sa’id al-Uwajran
- Jusuf ath-Thunajan
- Alberto Acosta
- Ricardo Altamirano
- Claudio Caniggia
- Leonardo Rodriguez
- Diego Simeone
- Marcelo Balboa
- Cobi Jones
- Eric Wynalda
- Donald-Olivier Sié
- Abdoulaye Traoré

## Kartki
| Zawodnik           | Reprezentacja            |   |   |
| ------------------ | ------------------------ | - | - |
| Sam Abouo          | Wybrzeże Kości Słoniowej | 1 | 1 |
| Brian Quinn        | Stany Zjednoczone        | 0 | 1 |
| Khalid Al-Muwallid | Arabia Saudyjska         | 1 | 0 |
| Fuad Amin          | Arabia Saudyjska         | 1 | 0 |
| Fabián Basualdo    | Argentyna                | 1 | 0 |
| Diego Simeone      | Argentyna                | 1 | 0 |
| Sergio Vazquez     | Argentyna                | 1 | 0 |
| John Harkes        | Stany Zjednoczone        | 1 | 0 |
| Bruce Murray       | Stany Zjednoczone        | 1 | 0 |
| Oumar Ben Salah    | Wybrzeże Kości Słoniowej | 1 | 0 |
| Joseph Gadji       | Wybrzeże Kości Słoniowej | 1 | 0 |
| Donald-Olivier Sié | Wybrzeże Kości Słoniowej | 1 | 0 |